# Кузюков, Фёдор Фёдорович
Фёдор Фёдорович Кузюко́в (17 февраля [2 марта] 1915, д. Любощь, Орловская губерния — 18 июля 1997, Москва) — советский партийный и государственный деятель, горный инженер, заместитель министра угольной промышленности СССР (1965—1984).

## Биография
Окончил Кизеловский горный техникум (1935), Высшие инженерные курсы при Свердловском горном институте (1949) и Московский горный институт (сегодня – Горный институт НИТУ «МИСиС») в 1941 г.
Помощник машиниста врубовой машины в Кизеловском угольном бассейне; в 1935—1946 гг. — в тресте «Копейскуголь» (Челябинская обл.): горный мастер, пом. нач., нач. участка, пом. главного инженера, главный инженер, зав. шахтой № 21-23; в 1946—1959 гг. — управляющий трестом «Еманжелинскуголь», главный инженер треста «Калачевуголь»; управляющий трестами «Челябуголь», «Копейскуголь».
В 1959—1964 гг. — на партийной работе: первый секретарь Копейского горкома КПСС, второй, первый секретарь Челябинского обкома КПСС.
В 1965—1984 гг. — зам. министра угольной промышленности СССР.
В 1984—1987 гг. — директор Института повышения квалификации руководящих работников Минуглепрома СССР.
По его инициативе проведена значительная работа по механизации процессов добычи угля и внедрению новой техники, что позволило существенно поднять производительность труда, улучшить экономические показатели. Депутат Верховного Совета РСФСР (1963—1967).
Похоронен на Ваганьковском кладбище.

## Награды
- Герой Социалистического Труда (1957)
- Орден Ленина (1957)
- Орден Трудового Красного Знамени (1965)
- медали.